# CS Gaz Metan Mediaș
CS Gaz Metan Mediaș was een Roemeense voetbalclub uit de stad Mediaș. De club speelde het grootste deel van zijn bestaan in de tweede klasse. 

## Geschiedenis
De club werd opgericht in 1945 en nam in de loop der tijd al verschillende namen aan; Karres Mediaș, Partizanul Mediaș, Flacara Mediaș, Energia Mediaș en CSM Mediaș. De naam Gaz Metan verwijst naar de aardgaswinning bij Mediaș.
CSM promoveerde in 1947 naar de hoogste klasse en werd daar elfde. Het volgende seizoen nam de club de naam Gaz Metan aan en werd laatste.
In 1951 bereikte Flacara de finale van de beker en verloor deze na verlengingen met 3-1 van CCA Boekarest (Steaua).
Het zou tot 2000 duren vooraleer de club opnieuw kon terugkeren naar het hoogste niveau, tot dan bleef de club maar in de tweede klasse spelen. Gaz Metan werd afgetekend laatste en degradeerde. In 2008 slaagde de club er opnieuw in om te promoveren. Aan het einde van het seizoen stond de club op een degradatieplaats, maar door een corruptieschandaal degradeerde FC Argeș Pitești en werd Gaz Metan gered. In 2015 degradeerde de club naar de Liga 2, maar kon na één seizoen terugkeren. Door hoge schulden werd de club in 2022 ontbonden. Kort daarna werd opvolger ASC Mediaș 2022 opgericht, dat in de vierde klasse van start ging. 

## Erelijst
- Beker van Roemenië

Finalist: 1951

## Seizoenen
| Competitie | Aantal | Periode                                                                     |
| ---------- | ------ | --------------------------------------------------------------------------- |
| Liga 1     | 16     | 1947-1949, 2000-2001, 2008-2015, 2016-2022                                  |
| Liga 2     | 57     | 1946-1947, 1950-1972, 1973-1976, 1977-1992, 1993-2000, 2001-2008, 2015-2016 |

## Eindklasseringen
| 12 |

| 12 |

| 15 |

| 1 |

| 14 |

| 6 |

| 16 |

| 1 |

| 8 |

| 9 |

| 11 |

| 7 |

| 6 |

| 8 |

| 5 |

| 6 |

| 5 |

| 7 |

| 10 |

| 11 |

| 10 |

| 11 |

| 14 |

| 1 |

| 7 |

| 11 |

| 4 |

| 3 |

| 5 |

| 4 |

| 1 |

| 16 |

| 12 |

| 3 |

| 4 |

| 2 |

| 4 |

| 6 |

| 2 |

| 15 |

| 10 |

| 7 |

| 13 |

| 10 |

| 13 |

| 13 |

| 1 |

| 8 |

| 10 |

| 7 |

| 6 |

| 9 |

| 16 |

| Liga 1 | Liga 2 | Liga III |

Tot 2006/07 stond de Liga 1 bekend als de Divizia A. De Liga 2 als Divizia B en de Liga III als Divizia C.

## Gaz Metan Mediaș in Europa
Uitslagen vanuit gezichtspunt CS Gaz Metan Mediaș
| Seizoen | Competitie    | Ronde | Land                | Club            | Totaalscore  | 1e W    | 2e W       | PUC |
| ------- | ------------- | ----- | ------------------- | --------------- | ------------ | ------- | ---------- | --- |
| 2011/12 | Europa League | 2Q    | Vlag van Finland    | KuPS Kuopio     | 2-1          | 0-1 (U) | 2-0 (T)    | 3.0 |
|         |               | 3Q    | Vlag van Duitsland  | 1. FSV Mainz 05 | 2-2 (4-3 ns) | 1-1 (U) | 1-1 nv (T) | 3.0 |
|         |               | PO    | Vlag van Oostenrijk | FK Austria Wien | 2-3          | 1-3 (U) | 1-0 (T)    | 3.0 |

Totaal aantal punten voor UEFA coëfficiënten: 3.0
Zie ook
- Deelnemers UEFA-toernooien Roemenië
- Ranglijst van alle clubs die in de diverse Europa Cups zijn uitgekomen